# Kerim Kerimov
Kerim Aliyevich Kerimov (Baku, 14 de novembro de 1917 - Moscou, 29 de março de 2003) foi um general, engenheiro aeroespacial e cientista de foguetes soviético, nascido no Azerbaijão. Um dos fundadores da indústria espacial soviética e por muitos anos uma das figuras centrais do programa espacial do país, apesar de sua importância sempre teve a identidade mantida em sigilo do conhecimento público.
Ele foi um dos líderes por trás da sucessão de sucessos soviéticos no começo da exploração espacial, que surpreendeu o mundo por quase uma década, do lançamento do primeiro satélite Sputnik 1 no fim dos anos 50 às primeiras estações espaciais, como a Salyut e a Mir.

## Carreira
Como especialista em tecnologia de foguetes, formado em 1942 pelo Instituto de Tecnologia do Azerbaijão, durante a II Guerra Mundial ele inspecionou o desenvolvimento e utilização dos lançadores múltiplos de foguetes Katyusha, uma das mais devastadoras armas de artilharia usada pelos soviéticos contra os nazistas. Seu trabalho nesta área foi recompensado com a Ordem da Estrela Vermelha. Junto a outros cientistas, em 1946 ele foi enviado à Alemanha para coletar informações sobre a tecnologia dos foguetes V-2 nazistas.
Após a guerra, trabalhou no desenvolvimento do programa de mísseis balísticos intercontinentais da URSS, chegando, em 1960, a posições de chefia dentro do departamento dedicado a mísseis nucleares do Ministério da Defesa da União Soviética, que supervisionava lançamentos secretos de mísseis.
Em 1964, ele tornou-se chefe do recém-formado Diretório Central de Forças Espaciais (TsUKOS) do Ministério da Defesa. Após a morte de Sergei Korolev em 1966, foi indicado como chefe da Comissão Estatal de Voos Tripulados, posição que manteve por 25 anos (1966-1991). Kerimov supervisionou ainda cada estágio de desenvolvimento e operação tanto do programa de voos tripulados quanto das estações e sondas interplanetárias não tripuladas.

## Segredo
Como no caso de outros pioneiros espaciais soviéticos, as autoridades do país recusaram-se por muitos anos a desvendar a identidade de Kerimov publicamente. Durante os lançamentos televisados, as câmeras sempre focalizavam os cosmonautas e não o pessoal a quem eles se reportavam para cumprir a missão. Como era um "general secreto", sua imagem nunca era mostrada ao público, apenas sua voz era ouvida nas transmissões. Seu nome permaneceu um segredo de estado até a era da glasnost na União Soviética, quando ele foi mencionado pela primeira no Pravda, em 1987.

## Morte
Depois da aposentadoria em 1991, Kerimov tornou-se consultor do Centro de Controle Central de Voos Espaciais da Agência Espacial Russa e escreveu A Estrada para o Espaço, onde conta a história do programa espacial soviético. Tenente-general do exército, morreu em Moscou, em março de 2003, aos 85 anos de idade.